# Christian Bakkerud
Christian Bakkerud, né à Copenhague le 3 novembre 1984 et mort à Tooting en Londres le 11 septembre 2011 des suites d'un accident de la route, est un pilote automobile danois.

## Biographie
Après une carrière en monoplace de 2002 à 2008, il a participé à deux reprises aux 24 Heures du Mans pour le compte du team Kolles (meilleur résultat une 9e place en 2009). Il a également participé en 2009 au championnat Allemand de tourisme DTM.

### Mort
Christian Bakkerud est victime d'un accident de la route au rond-point de Tibbet's Corner près de Wimbledon Common à Londres le 10 septembre 2011. Sa voiture, une Audi RS6, n'a pas négocié un virage au rond-point et a frappé une barrière, est tombée d'un terrassement et a frappé une autre barrière. La cause de l'accident est toujours inconnue.
Il meurt le lendemain à St George's Hospital en Tooting des suites de ses blessures à la tête. Il était âgé de 26 ans.
L'écurie de Formule 1 HRT dirigé par Colin Kolles, lui a rendu hommage lors du Grand Prix de Singapour 2011 en inscrivant sur les monoplaces le message "Forever with us Christian". Lewis Hamilton a également rendu hommage à Bakkerud en portant un casque avec ses initiales.

## Carrière
- 2002 : Formule BMW, 15e
- 2003 : Formule BMW, 24e
- 2004 : Formule BMW, 11e
- 2005 : Championnat de Grande-Bretagne de Formule 3, 7e
- 2006 : Championnat de Grande-Bretagne de Formule 3, 6e (1 victoire)
- 2007 : GP2 Series, non classé
- 2008 : GP2 Asia Series, non classé
  - GP2 Series, non classé
- 2009 : DTM, non classé
  - Le Mans Series, 15e
  - 24 Heures du Mans, 9e
- 2010 : 24 Heures du Mans, abandon